# Residencial Pequis
Residencial Pequis (ou simplesmente Pequis) é um bairro de periferia da Zona Oeste de Uberlândia.
- Está localizado às margens da MGC-497, à 16km do centro da cidade e à 22km do Parque do Sabiá.[1]

## O bairro
- O bairro Residencial Pequis, é um loteamento construído pela Prefeitura de Uberlândia, foi entregue no final de dezembro de 2016. No início, foram 1,3 mil famílias beneficiadas com as casas através do programa Minha Casa Minha Vida, do Governo Federal, e viabilizados pela Prefeitura de Uberlândia. Quase três anos depois, o bairro cresceu, mais casas foram entregues e, de acordo com a Associação de Moradores do bairro, atualmente são mais de 4 mil famílias presentes
- A principal via do bairro é a Avenida Wilson Rodrigues da Silva (antiga Rio das Pedras).
- Tem posto de saúde, escolas e bastante comércios.[2][3]
- O Pequis é atendido pelas linhas de ônibus A836 e A839, que partem do Terminal Canaã, também na Zona Oeste.
- Há no bairro Pequis, uma NAICA-Núcleo de Apoio Integral à Criança e ao Adolescente e a Casa da Família/Centro de Referência de Assistência Social (Viver-CRAS).[4]